# Márton Fucsovics
Márton Fucsovics (Nyíregyháza, 8 de febrer de 1992) és un tennista professional hongarès.
El seu palmarès consta només d'un títol individual del circuit ATP en tres finals disputades, però va arribar a ocupar el 31è lloc del rànquing mundial l'any 2019. Va formar part de l'equip hongarès de Copa Davis en diverses ocasions.

## Palmarès

### Individual: 4 (2−2)
| Llegenda                          |
| --------------------------------- |
| Grand Slams (0−0)                 |
| ATP Finals (0−0)                  |
| ATP World Tour Masters 1000 (0−0) |
| ATP World Tour 500 (0−1)          |
| ATP World Tour 250 (2−1)          |

| Títols per superfície |
| --------------------- |
| Dura (0−2)            |
| Gespa (0−0)           |
| Terra batuda (2−0)    |

| Resultat  | Núm. | Data                 | Torneig                  | Superfície   | Oponent         | Marcador    |
| --------- | ---- | -------------------- | ------------------------ | ------------ | --------------- | ----------- |
| Guanyador | 1.   | 26 de maig de 2018   | Ginebra, Suïssa          | Terra batuda | Peter Gojowczyk | 6−2, 6−2    |
| Finalista | 1.   | 10 de febrer de 2019 | Sofia, Bulgària          | Dura (i)     | Daniïl Medvédev | 4−6, 3−6    |
| Finalista | 2.   | 7 de març de 2021    | Rotterdam, Països Baixos | Dura (i)     | Andrei Rubliov  | 6−7(4), 4−6 |
| Guanyador | 2.   | 21 d'abril de 2024   | Bucarest, Romania        | Terra batuda | Mariano Navone  | 6−3, 7−5    |

## Trajectòria

### Individual
| Open d'Austràlia | A   | A   | A   | Q3  | Q2  | Q1  | Q1  | 4R    | 2R    | 4R    | 3R    | 1R    | 3R | 1R | 0 / 7     | 11 – 7    |
| Roland Garros | A   | A   | A   | Q1  | Q2  | Q2  | Q2  | 2R    | 1R    | 4R    | 2R    | 2R    | 2R |    | 0 / 6     | 7 – 6     |
| Wimbledon | Q2  | A   | Q1  | Q3  | Q3  | Q1  | 1R  | 1R    | 2R    | NC    | QF    | 1R    | 3R |    | 0 / 6     | 7 – 6     |
| US Open | A   | A   | Q1  | Q2  | Q2  | 1R  | 1R  | 1R    | 1R    | 3R    | 1R    | 2R    | 2R |    | 0 / 8     | 4 – 8     |
| Total Victòries–Derrotes                                                                                                   | 1−0 | 2−3 | 2−3 | 0−0 | 6−2 | 2−3 | 9−8 | 25−24 | 22−26 | 14−11 | 25−24 | 16−19 |    |    | 139 – 138 | 139 – 138 |
| Rànquing a final d'any | 577 | 440 | 181 | 161 | 214 | 158 | 85  | 36    | 70    | 55    | 44    | 88    |    |    |           |           |
| Llegenda: G: Guanyador; F: Finalista; SF: Semifinalista; QF: Quarts de final; Q: Qualificació; A: Absent; RR: Round Robin; |     |     |     |     |     |     |     |       |       |       |       |       |    |    |           |           |

### Dobles masculins
| Open d'Austràlia | A   | 1R   | 1R   | A   | A   | A   | A   | 2R | 0 / 3   | 1 – 3   |
| Roland Garros | A   | 1R   | 1R   | 2R  | 1R  | 2R  | 1R  |    | 0 / 6   | 2 – 6   |
| Wimbledon | A   | 1R   | 1R   | NC  | 2R  | A   | A   |    | 0 / 3   | 1 – 3   |
| US Open | A   | 1R   | A    | A   | 1R  | 1R  | 1R  |    | 0 / 4   | 0 – 4   |
| Total Victòries–Derrotes                                                                                                   | 2−1 | 6−10 | 4−12 | 1−2 | 1−4 | 3−4 | 0−3 |    | 20 – 43 | 20 – 43 |
| Rànquing a final d'any | 369 | 241  | 296  | 282 | 324 | 325 | –   |    |         |         |
| Llegenda: G: Guanyador; F: Finalista; SF: Semifinalista; QF: Quarts de final; Q: Qualificació; A: Absent; RR: Round Robin; |     |      |      |     |     |     |     |    |         |         |